# Val di Gressoney
Het Val(le) di Gressoney of Val(le) del Lys (Frans: Vallée de Gressoney of Vallée du Lys; Duits: Lystal; Walserduits: Walleschu of Walludu) is een zijdal van het Aostadal in de westelijke Italiaanse Alpen. De namen voor het dal komen van de bergrivier die door het dal stroomt, de Lys, en de voornaamste nederzetting in het dal, Gressoney. 
Een groot deel van de bevolking van het dal bestaat uit (Duitstalige) Walser of afstammelingen daarvan.

## Geografie
Het dal loopt vanaf het bergmassief van de Monte Rosa naar het zuiden waar het op het Aostadal uitkomt.
In het noorden grenst het dal aan het Monte Rosa-massief. Onder de aan het einde van het dal zichtbare toppen bevinden zich Castor (4221 m), de Lyskamm (4527 m), Ludwigshöhe (4342 m) en de Piramide Vincent (4215 m). 
In het oosten grenst het dal aan het Val d'Ayas, te voet of per kabelbaan bereikbaar over de Bättpas, in het westen is via de Olenpas het Valsesia te bereiken.

## Bevolking
Het dal is te verdelen in twee berggemeenschappen. Het hogere deel wordt bewoond door Duitstalige Walser van de Walsergemeinschaft Oberlystal, het onderste deel van het dal hoort bij de Unité des communes valdôtaines Walser.
Stroomopwaarts het dal vanaf Pont-Saint-Martin liggen in het dal de volgende dorpen:
- Perloz
- Lillianes
- Fontainemore
- Issime
- Gaby
- Gressoney-Saint-Jean
- Gressoney-La-Trinité

De eerste drie dorpen horen bij de Unité des communes valdôtaines Walser; de andere vier bij de Walsergemeinschaft Oberlystal.